# Основи Windows
Основи Windows (англ. Windows Essentials, раніше — Windows Live Essentials) — комплекс інтегрованих вебдодатків і мультимедіа-програм від корпорації Microsoft.
У 2012 році, у зв'язку з виходом Windows 8 і ліквідацією бренду «Windows Live», пакет програм «Windows Live Essentials» був перейменований в «Windows Essentials».

## Компоненти
- Windows Live Messenger (раніше MSN Messenger) — клієнт миттєвих повідомлень.
- Фотоальбом Windows - додаток для імпорту, сортування, автоматичного розпізнавання облич, обробки та публікації фотографій в популярних мережах (Microsoft Live SkyDrive, Facebook, YouTube)
- Кіностудія Windows — простий, але ефективний додаток для створення відеороликів, включаючи накладення ефектів, аудіодоріжки, а також публікації їх в популярних мережах (Windows Live SkyDrive, Facebook, YouTube).
- Windows Live Mesh — зберігання, синхронізація даних і віддалений доступ до ПК. У версії Windows Essentials 2012 цей додаток замінений додатком SkyDrive.
- Редактор блогів Windows Live — програма для записів в Сфері, Sharepoint. Також підтримує інші плафтормы: Blogger, Wordpress. Дозволяє вести блог професійно, додаючи фотографії, відео, карти і багато іншого.
- Windows Live Mail — поштовий клієнт для Microsoft Windows, включаючи роботу з поштою, календарем, контактами, читання RSS і груп новин.
- Сімейна безпека Windows Live — додаток і служба управління доступом до мережі облікових записів власних дітей.
- Microsoft Silverlight — можливості інтерактивної роботи з інформативними повнофункціональними вебсайтами за допомогою модуля Silverlight для браузера.
- Outlook Connector Pack — включає Microsoft Outlook Hotmail Connector і Outlook Social Connector Provider для програми Messenger.
- Bing Bar — панель інструментів для браузерів Internet Explorer і Firefox призначений для інтеграції з пошуковою системою Bing.

## Версії

### Windows Live Essentials 2009
- Windows Live Messenger
- Windows Live Mail
- Фотоальбом Windows Live
- Кіностудія Windows Live (недоступна під Windows XP)
- Windows Live Toolbar[en]
- Редактор блогів Windows Live
- Сімейна безпека Windows Live[en]
- Microsoft Silverlight

Це остання версія для Windows XP SP3.

### Windows Live Essentials 2011
- Windows Live Messenger
- Windows Live Mail
- Фотоальбом Windows Live
- Кіностудія Windows Live
- Редактор блогів Windows Live
- Windows Live Mesh
- Сімейна безпека Windows Live
- Microsoft Silverlight
- Outlook Connector Pack
- Bing Bar
- Компаньйон Messenger

Також, для запуску установки в Windows Vista SP2 потрібно було встановити оновлення KB971512 і KB2117917.
Це остання версія для Windows Vista SP2.

### Основи Windows 2012
- Кіностудія Windows
- Фотоальбом Windows
- Редактор блогів Windows Live
- Windows Live SkyDrive (пізніше SkyDrive і OneDrive)
- Windows Live Mail
- Windows Live Messenger
- Сімейна безпека Windows Live

З даного пакету компонентів були виключені: Microsoft Sliverlight, Bing Bar, Outlook Connector Park і компаньйон Messenger; Mesh замінений на SkyDrive.
Пакет працював лише під Windows 7 і вище.